# Clydonodozus stuckenbergi
Clydonodozus stuckenbergi är en tvåvingeart som beskrevs av Alexander 1957. Clydonodozus stuckenbergi ingår i släktet Clydonodozus och familjen småharkrankar. Inga underarter finns listade i Catalogue of Life.